# ТВЕЛ (компанія)
Паливна компанія «ТВЕЛ» (рос. Топливная компания «ТВЭЛ») — російський виробник ядерного палива, виробничий холдинг, що входить до складу паливного дивізіону Державної Корпорації «Росатом». До структури «ТВЕЛ» входить низка підприємств з фабрикації ядерного палива, конверсії та збагачення урану, виробництва газових центрифуг, а також науково-дослідницькі та конструкторські організації.
Повна назва компанії — Акціонерне Товариство «ТВЕЛ».
Штаб-квартира знаходиться у Москві.

## Історія
Державний концерн «ТВЕЛ» було засновано на базі Третього головного технологічного управління Міністерства атомної енергетики і промисловості СРСР ще 1991 року. Проте у сучасному вигляді акціонерне товариство «ТВЕЛ» створене 12 вересня 1996 року за указом президента Російської Федерації від 08 лютого 1996 № 166 «Про вдосконалення управління підприємствами ядерно-паливного циклу». Згідно з цим документом, підприємство було засноване шляхом консолідації в його установчому капіталі акцій акціонерних товариств ядерно-паливного циклу, що знаходяться у федеральній власності. Таким чином «ТВЕЛ» було сформовано як винятково державне підприємство.
Метою створення акціонерного товариства було оголошено намагання підвищити керованість підприємствами циклу, ефективність та безпека використання ядерного палива на електростанціях, а також конкурентоспроможність російського ядерного палива на світовому ринку. Окрім того, у відповідності до цього ж документу, акції «ТВЕЛ» було включено до списку пакетів акцій компаній, що виробляють продукцію стратегічного значення для забезпечення національної безпеки Росії.
Таким чином, у межах «ТВЕЛ» було консолідовано акції таких підприємств:
- 49 % акцій АТ «Машинобудівельний завод» (місто Електросталь, Московська область);
- 38 % акцій АТ «Новосибірський завод хімконцентратів» (місто Новосибірськ);
- 51 % акцій АТ «Чепецький механічний завод» (місто Глазов, Удмуртська республіка);
- 38 % акцій АТ «Забайкальський гірничо-збагачувальний комбінат» (містечко Первомайське, Читинська область);
- 51 % акцій АТ «Хімічно-металургійний завод» (місто Красноярськ);
- 25,5 % акцій АТ «Волзький  машинобудівний завод» (місто Рибінськ, Ярославська область);
- 49 % акцій АТ «Комерційний центр N 100» (місто Москва)

2007 року єдиним акціонером компанії став ВАТ «Атомний енергопромисловий комплекс» («Атоменергопром»). Того ж року 100 % акцій «Атоменергопром» було передано держкорпорації «Росатом».

## Структура

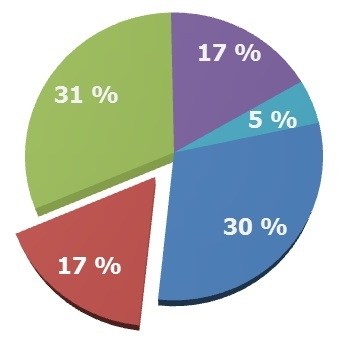
Частки компаній на світовому ринку ядерного палива:
ТК «ТВЕЛ»;
Areva;
Westinghouse Electric;
GNF;
інші компанії.

До складу паливної компнії ТВЕЛ на правах дочірніх включено цілу низку підприємств, які діляться на 5 комплексів: 
- розподільно-субліматний комплекс;
- комплекс фабрикації ядерного палива;
- газоцентрифужний комплекс;
- науково-дослідницький комплекс;
- дослідно-конструкторський комплекс.

Представництва компанії знаходяться в Україні (Київ) та у Словаччині (Братислава)
2008 року на підприємстві почалася масштабна реструктуризація, спрямована на підвищення ефективності виробництва та зниження витрат, що була частиною програми «Новий образ підприємства». У рамках програми створено 12 аутсорсингових компаній, які виконують замовлення ВАТ «АЕХК». Вжиті заходи призвели до зниження собівартості продукції підприємства, зростання продуктивності праці, заробітної плати персоналу, відзначається також поліпшення організації та умов праці.
Відповідно до рішення держкорпорації «Росатом» протягом 2010 року на базі ВАТ «ТВЕЛ» було сформовано Паливну компанію, до структури якої окрім активів дивізіону фабрикації ядерного палива увійшли підприємства розділово-субліматного комплексу та газо-центрифужні заводи. За підсумками публічної річної звітності, підготовленої за міжнародною методикою GRI, 2016 року в компанії було забезпечено досягнення всіх цільових виробничих показників. Портфель експортних замовлень "ТВЕЛ" з продукції та послуг початкової стадії ядерного паливного циклу на 10 років становить 10,1 млрд. дол. США.
Системи менеджменту якості основних виробничих підприємств та керуючої компанії АТ «ТВЕЛ» сертифіковано у відповідності до міжнародного стандарту ISO 9001.

#### Діяльність
Основу діяльності АТ «ТВЕЛ» становлять розробка, виробництво і продаж (зокрема і на експорт) ядерного палива та супутньої ядерної та неядерної продукції. «ТВЕЛ» керує низкою підприємств ядерно-паливного циклу, що добувають та переробляють уран, а також таких, що виготовляють ядерне паливо та комплектуючі до тепловиділяючих збірок.
Підприємства компанії «ТВЕЛ» виготовляють ядерне паливо для енергетичних водо-водяних реакторів (ВВЕР-1000, ВВЕР-440, PWR, BWR), урано-графітових реакторів (РБМК-1000, РБМК-1500, ЕГП-6) та реакторів на швидких нейтронах (БН-600).
На паливі «ТВЕЛ» працює 76 енергетичних (17% світового ринку) та близько 30 дослідницьких реакторів у 15 країнах світу. Окрім Росії компанія постачає паливо в Україну, Словаччину, Чехію, Болгарію, Угорщину, Вірменію, Литву, Фінляндію та Китай. У співробітництві з компанією Areva NP (Франція — Німеччина) постачаються виготовлені по західній технології паливні збірки для енергетичних реакторів Німеччини, Швеції, Швейцарії, Нідерландів та Великої Британії. Таким чином, «ТВЕЛ» забезпечує паливом кожний шостий енергетичний реактор у світі. 
Паливна компанія «ТВЕЛ» розробила високотехнологічну сталь для ядерних і термоядерних реакторів. Вчені Високотехнологічного науково-дослідного інституту неорганічних матеріалів імені академіка А.А. Бочвара розробили високотехнологічну сталь ЕК-181 (RUSFER-EK181) для активних зон ядерних і термоядерних реакторів з рідкометалевими теплоносіями з температурами експлуатації до 700 градусів. Її переваги - жаростійкість, жаро- і радіаційна стійкість, малоактивність (c швидким спадом активності). Застосування сталі дозволить істотно поліпшити нейтронно-фізичні характеристики активних зон реакторів через зменшення паразитних втрат нейтронів, а також забезпечить зниження витрат на звернення та захоронення РАВ.
«Електрохімічний завод» (входить у «ТВЕЛ») поставив в спеціальному захисному саркофазі рідкісний ізотоп — особливо чистий германій-76.  Цей ізотоп необхідний для проведення світового наукового експерименту, здатного поставити під сумнів точність Стандартної моделі елементарних частинок. В рамках контракту партія рідкісного ізотопу германія-76 була поставлена до німецького Інституту ядерної фізики Товариства Макса Планка. Збагачення такого особливо чистого германію проводиться виключно на російському «Електрохімічних заводі» в Зеленогорську Красноярського краю.
В січні 2017 року було виготовлено першу серійну партію тепловиділяючих збірок для польського дослідницького реактора «Марія». ТВЗ з низькозбагаченим ураном має більш високі споживчі властивості в порівнянні з французьким паливом, що дозволило російській стороні виграти в 2015 році тендер і укласти контракт на поставку в Польщу.
26 квітня 2017 року в Пекіні компанія «ТВЕЛ», Китайська корпорація ядерно-енергетичної промисловості (CNEIC) і Цзянсунская корпорація ядерної енергетики (JNPC) підписали пакет контрактних документів на постачання російського ядерного палива, цирконієвих комплектуючих для тепловиділяючих збірок (ТВЗ) і надання ініженерних послуг для енергоблоків Тяньваньської атомної станції на суму близько одного мільярда доларів.
У червні 2019 року ТВЕЛ продовжило діючий договір щодо постачання ядерного палива із словацькою Slovenske elektrarne. ТВЕЛ забезпечить ядерним паливом чотири діючих енергоблоки Словаччини, а також ще два, що будуть невдовзі запущені, протягом 2022-2026 років, із можливістю продовження терміну дії договору до 2030 року. Вартість угоди досягає 630 млн євро.
У рамках міжнародного проекту «Нульовий рівень відмови ядерного палива», ініційованого компанією «ТВЕЛ» 2011 року, Хмельницьку АЕС в форматі технічного аудиту в серпні 2017 року відвідала делегація міжнародних експертів. Проект «Нульовий рівень відмови ядерного палива» спрямований на підвищення якості виробництва та експлуатації російського ядерного палива на російських і зарубіжних АЕС. Основні напрямки спільної діяльності: розробка, впровадження та контроль виконання в проектно-конструкторських організаціях, на заводах-виробниках і АЕС організаційно-технічних заходів по виключенню відмов ядерного палива. У проекті беруть участь як партнери – фахівці АТ «ТВЕЛ» і АТ «Концерн «Росенергоатом» з Росії, а також представники компаній атомної галузі з Чехії, Болгарії та України.

#### Виробництво ТВЗ-КВАДРАТ
Одним з напрямків діяльності «ТВЕЛ» є виробництво збірок ТВЗ-КВАДРАТ. Це паливо для ректорів західного дизайну типу PWR. Компанія постачає ТВЗ-КВАДРАТ у Швецію. 2016 року компанія вийшла на ринок США, підписавши контракт із Global Nuclear Fuel-Americas, за яким займатиметься спільною діяльністю з ліцензування, маркетингу та фабрикації палива для легководних реакторів (PWR) на основі збірок ТВЗ-КВАДРАТ. 
У квітні 2017 року "ТВЕЛ" підписала з одним з операторів АЕС США перший контракт на дослідно-промислову експлуатацію російського ядерного палива "ТВЗ-Квадрат". Росія і США створять стратегічний альянс для виведення російського ядерного палива типу "ТВЗ-К" на ринок атомних станцій США. Партнер ТВЕЛ - Global Nuclear Fuel Americas (GNF-A, спільне підприємство General Electric, Hitachi і Toshiba) - буде керувати проектом на території США, займатися питаннями ліцензування і забезпечення якості, а також надавати інжинірингові послуги. Паливні збірки будуть випускати на заводі в Вілмінгтоні (штат Північна Кароліна, США). «Вже підписано з одним з американських операторів контракт на дослідно-промислову експлуатацію, і ми поставимо тестові касети «ТВЗ-Квадрат» в 2019 році», - повідомив Олег Григор'єв, старший віце-президент ТВЕЛ.
20 червня 2017 в рамках IX Міжнародного форуму «Атомекспо 2017» ТВЕЛ офіційно представив нове паливо "ТВЗ-квадрат". Нова паливна комірка обладнана каркасом підвищеної жорсткості з двох видів цирконієвих сплавів для продовження терміну роботи комірки без деформацій. ТВЗ вміщує 264 твела і важить 527 кг. Нове паливо ТВЗ-квадрат призначене для реакторів PWR.
ТВЕЛ планує почати комерційні поставки палива до Швеції з 2021 року. Про це повідомив старший віце-президент "ТВЕЛ" Олег Григор'єв в ході прес-конференції "Атомекспо 2017"."Нам вдалося підписати перший комерційний контракт з нашим партнером Vattenfall по ТВЗ-Квадрат "(ТВЗ-К) для поставки палива на 3-й і 4 й блоки АЕС "Рінхальс", - сказав він.

#### ВиробництвоМОКС-палива
Компанія веде розробки та впровадження нових видів палива, серед яких МОКС-паливо.
28 січня 2020 перша серійна партія МОКС-палива завантажена в реактор БН-800 енергоблоку №4 Білоярської АЕС (Свердловська область, Росія).
Партія МОКС-палива складається з 18 тепловидільних збірок (ТВЗ). Вони були виготовлені з використанням збідненого урану і плутонію. На відміну від традиційного для атомної енергетики збагаченого урану, сировиною для виробництва таблеток МОКС-палива виступають оксид плутонію і оксид збідненого урану.
У 2020 році планується завантажити в реактор енергоблоку №4 Білоярської АЕС ще 180 ТВЗ. У 2021 році планується сформувати активну зону БН-800 з повним завантаженням уран-плутонієвим паливом і вперше в історії російської атомної енергетики забезпечити експлуатацію "швидкого" реактора з використанням виключно МОКС-палива.

#### Неядерна продукція
Окрім ядерного палива підприємства, що входять до складу АТ «ТВЕЛ» виготовляють широкий спектр неядерної продукції: цирконій, літій, кальцій, магніти, тонкостінні труби, поліруючі порошки, цеолітні каталізатори, надпровідникові матеріали та іншу продукцію. Компанія розвиває компетенції в області розробки, дослідного і серійного виробництва високотехнологічних медичних виробів для ендопротезування
17 березня 2017 року відбулося підписання п'ятирічного контракту на поставку великої партії титанового прокату з європейським дистриб'ютором титанової продукції компанією Hermith GmbH. В період дії контракту планується поставити на європейський ринок більш ніж 1 тисячу тонн різної титанової продукції. Загальна сума контракту перевищує 34,5 млн. доларів.
2018 року було прийнято рішення впровадити нові формати розвитку бізнесу — галузеві інтегратори, які об'єднали компетенції та технологічні можливості виробничих та наукових підприємств усієї атомної промисловості з нових напрямків. Інтегратор з аддиктивних технологій ВАТ «РусАТ» працює у напрямку 3D-друку, у тому числі — випускає 3D-принтери, матеріали для друку, розробляє програмне забезпечення. Галузевий інтегратор з накопичування енергії реалізує проекти з розробки та комерціалізації накопичувачив енергії на основі літій-іонних акумуляторів. 
На промисловому майданчику Центру технологічних компетенцій (м. Новоуральськ, Свердловська обл.) 2018 року було створено три нових дільниці з випуску полімерно-композиційних виробів. На майданчику планується проводити напилення безшовних протівоабразівних покриттів (таким чином поверхню захищають від механічних пошкоджень), напилення гелькоута (модифіковані смоли, що використовуються як покриття композитних матеріалів), комплексна переробка стеклоуглепластіків (напилення, інжекція, намотування). Було розроблено та виготовлено кілька типів нових виробів — багатоцільова тара, балони високого тиску, високоміцні дифузори, аеродинамічні обтічники тощо. Компанією було заявлено, що створення нових продуктів є пріоритетним напрямком. Стратегічна мета — до 2030 року досягти прибутку за неядерним напрямком у об’ємі 130 млрд руб, або 40% від загальної  виручки компанії.